# Thomas Wohlfahrt (Schriftsteller)

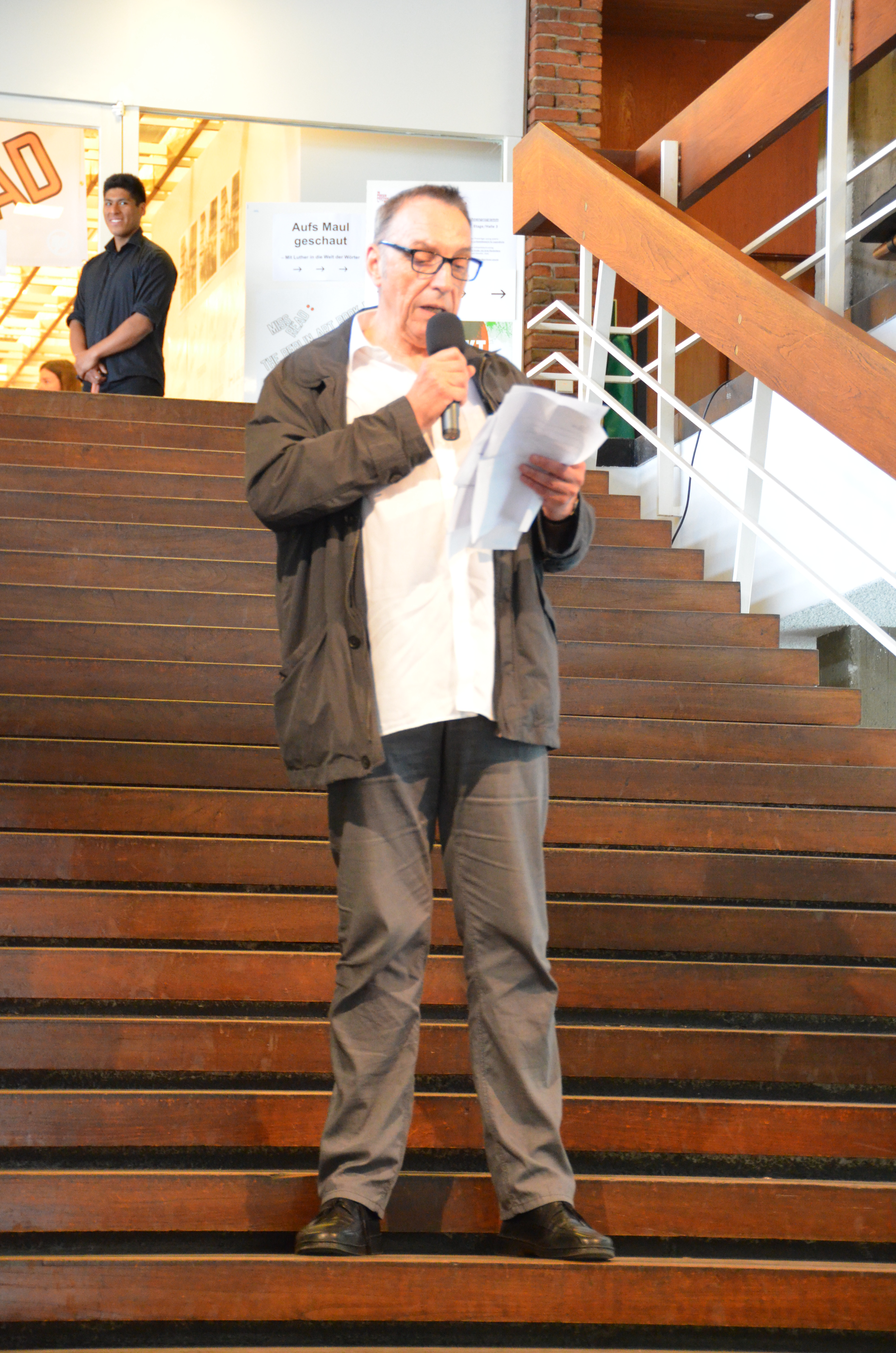
Thomas Wohlfahr bei der Eröffnung des Poesiefestivals Berlin 2015

Thomas Wohlfahrt (* 13. Juli 1956 in Eisenach) ist ein deutscher Germanist und Literaturwissenschaftler. Er ist Gründer und ehemaliger Leiter des Hauses für Poesie (1991 bis 2016 literaturWERKSTATT Berlin).

## Leben
Thomas Wohlfahrt studierte Germanistik und Musikwissenschaft an der Martin-Luther-Universität Halle-Wittenberg und promovierte 1985 zum Dr. phil. Von 1983 bis 1988 arbeitete er in der Forschungsstelle am Zentralinstitut für Literaturgeschichte der Akademie der Wissenschaften der DDR in Ost-Berlin. Aufsätze u. a. zu Georg Büchner, Christa Wolf und der Volksbühnenbewegung in Berlin. Nach seinem Weggang aus der DDR war er als freier Autor für Presse und Rundfunk in West-Berlin tätig. 1989/1990 erhielt er ein Wissenschaftsstipendium der Stiftung Preußische Seehandlung und war 1990 bis 1991 künstlerischer Leiter des Theaterhaus Berlin. 1991 war er Gründungsdirektor der literaturWERKSTATT Berlin, die seit 2016 den Namen Haus für Poesie trägt, und bis August 2022 deren bzw. dessen Leiter. Er leitete den Literatur Express Europa 2000, das ZEBRA Poetry Film Festival und das Poesiefestival Berlin. Er verfasste Aufsätze u. a. zu Georg Büchner, Christa Wolf und zur Volksbühnenbewegung in Berlin. Als Leiter des Hauses für Poesie verantwortet er jährlich etwa 100 Veranstaltungen zur zeitgenössischen deutschen und internationalen Lyrik. Die Webseite lyrikline.org, die mehr als 13.000 Gedichte in 88 Sprachen und in über 21.000 Übersetzungen präsentiert, geht ebenfalls auf sein Wirken zurück. Thomas Wohlfahrt ist Mitglied zahlreicher internationaler Gremien, berät verschiedene Kunst- und Literaturprogramme weltweit, ist Mitglied der Deutschen UNESCO-Kommission und des P.E.N. sowie Gründer des bundesweiten Netzwerks Lyrik e.V. (2018) und sein erster Vorsitzender. Seit 2021 ist er Mitglied im Kuratorium der Kulturstiftung Thüringen.

## Auszeichnungen
2005 erhielt die von Wohlfahrt gemeinsam mit Heiko Strunk verantwortete Webseite „Lyrikline – Poesie hören und lesen“ den Grimme Online Award in der Kategorie „Kultur und Unterhaltung“. 2021 wurde Wohlfahrt „in Anerkennung besonderer Verdienste um die Förderung des literarischen Lebens in Berlin“ die Rahel-Varnhagen-von-Ense-Medaille zuerkannt. Im März 2023 verlieh ihm Bundespräsident Frank-Walter Steinmeier, überreicht durch Torsten Wöhlert, Staatssekretär für Kultur des Landes Berlin, nach Eintritt in den Ruhestand den Verdienstorden der Bundesrepublik Deutschland (Bundesverdienstkreuz) für sein "vielfältiges und kompetentes Engagement" für Autoren, Übersetzer, Kollegen und Berliner.

## Mitherausgeberschaft
- Vogel oder Käfig sein. Kunst und Literatur aus unabhängigen Zeitschriften in der DDR 1979-1989. Herausgegeben von Michael Klaus und Thomas Wohlfahrt. Berlin: Galrev 1992.
- Weltklang – Nacht der Poesie. Lesebuch mit den deutschsprachigen Übersetzungen oder den deutschsprachigen Originaltexten der vorgetragenen Gedichte. Herausgegeben von Michael Fisch und Thomas Wohlfahrt. Berlin: Zebra 2000.[6]
- Weltklang – Nacht der Poesie. Lesebuch mit den deutschsprachigen Übersetzungen oder den deutschsprachigen Originaltexten der vorgetragenene Gedichte. Herausgegeben von Odile Kennel und Thomas Wohlfahrt. München: Edition Kappa 2001.[7]
- Weltklang – Nacht der Poesie. Lesebuch mit den deutschsprachigen Übersetzungen oder den deutschsprachigen Originaltexten der vorgetragenene Gedichte. Herausgegeben von Odile Kennel und Thomas Wohlfahrt. Berlin: Edition diá 2002 und 2003.
- Weltklang – Nacht der Poesie. Lesebuch mit den deutschsprachigen Übersetzungen oder den deutschsprachigen Originaltexten der vorgetragenene Gedichte. Herausgegeben von Michael Gaeb und Thomas Wohlfahrt. Berlin: Edition diá 2004 und 2005.
- Weltklang – Nacht der Poesie. Lesebuch mit den deutschsprachigen Übersetzungen oder den deutschsprachigen Originaltexten der vorgetragenene Gedichte. Herausgegeben von Patrick Hutsch und Thomas Wohlfahrt. Berlin: Edition diá 2006.
- Weltklang – Nacht der Poesie. Lesebuch mit den deutschsprachigen Übersetzungen oder den deutschsprachigen Originaltexten der vorgetragenene Gedichte. Herausgegeben von Alexander Gumz und Thomas Wohlfahrt. Berlin: Edition diá 2007.
- Weltklang – Nacht der Poesie. Lesebuch mit den deutschsprachigen Übersetzungen oder den deutschsprachigen Originaltexten der vorgetragenene Gedichte. Herausgegeben von Noren Fritsch und Thomas Wohlfahrt. Berlin: Edition diá 2008 und 2009.
- Weltklang – Nacht der Poesie. Lesebuch mit den deutschsprachigen Übersetzungen oder den deutschsprachigen Originaltexten der vorgetragenene Gedichte. Herausgegeben von Alexander Gumz und Thomas Wohlfahrt. Berlin: Edition diá 2010 bis 2015.
- Weltklang – Nacht der Poesie. Lesebuch mit den deutschsprachigen Übersetzungen oder den deutschsprachigen Originaltexten der vorgetragenene Gedichte. Herausgegeben von Matthias Kniep und Alexander Gumz und Thomas Wohlfahrt. Berlin: Edition diá 2016 bis 2022.
- Versschmuggel. Ein Projekt des Haus für Poesie (Poesiefestival Berlin). Herausgegeben von Aurelie Maurin und Thomas Wohlfahrt. Heidelberg: Wunderhorn 2005 bis 2017.[8]
- Versschmuggel. Ein Projekt des Haus für Poesie (Poesiefestival Berlin). Herausgegeben von Jonas Hajek und Thomas Wohlfahrt. Heidelberg: Wunderhorn 2018.
- Versschmuggel. Ein Projekt des Haus für Poesie (Poesiefestival Berlin). Herausgegeben von Michael Davitt und Thomas Wohlfahrt. Heidelberg: Wunderhorn 2019.
- Versschmuggel. Ein Projekt des Haus für Poesie (Poesiefestival Berlin). Herausgegeben von Angélica Freitas und Thomas Wohlfahrt. Heidelberg: Wunderhorn 2020.
- Versschmuggel. Ein Projekt des Haus für Poesie (Poesiefestival Berlin). Herausgegeben von Aurelie Maurin und Thomas Wohlfahrt. Heidelberg: Wunderhorn 2021.
- Versschmuggel. Ein Projekt des Haus für Poesie (Poesiefestival Berlin). Herausgegeben von Karolina Golimowska und Thomas Wohlfahrt. Heidelberg: Wunderhorn 2022.